# Шаров, Юрий Владимирович (учёный-педагог)
Шаров Юрий Владимирович (род. 13 ноября 1912, Саратов, СССР) — учёный-педагог.

## Биография
Родился 13 ноября 1912 года в Саратове в семье интеллигентов. Отец — экономист в государственном банке, мать — преподаватель музыки.. . В 1930 году после окончания школы-девятилетки работал музыкантом в клубах Новосибирска. В 1932—1936 годах обучается на химическом факультете Томского института технологии зерна и муки. По окончании получил звание инженера-химика. В мае 1936 года назначен начальником техно-химического контроля треста «Союзмука», а затем мельзавода № 8 Ярославля. В феврале 1937 года поступил в краевую станцию юных техников и натуралистов Новосибирска, глубоко вникая в проблемы дополнительного образования школьников. Одновременно преподавал физику и химию в седьмых классах школ № 9, № 10. В 1939 году после переаттестации получил звание учителя средней школы. В январе 1939 году назначен заместителем директора областной станции юных техников и натуралистов. В мае 1943 года по приказу Наркома переведен в Москву на Центральную станцию юных техников имени Шверника в качестве заместителя по научно-методической части. В апреле 1946 гола принят в члены ВКП(б) и в этом же году вернулся в Новосибирск на должность директора Областной станции юных техников и натуралистов. В сентябре 1946 года по согласованию с партийными органами перешел на работу в качестве ассистента кафедры педагогики Новосибирского государственного педагогического института. С января 1947 года начал вести курс лекций по педагогике. В январе 1948 года назначен старшим преподавателем кафедры.
В 1950 года сдал кандидатские экзамены и был прикомандирован на годичную аспирантуру к Институту теории истории педагогики Академии педагогических наук РСФСР для подготовки и защиты кандидатской диссертации. В мае 1951 года в Институте теории истории педагогики Академии педагогических наук РСФСР защитил диссертацию на соискание ученой степени кандидата педагогических наук по теме «Внеклассная и внешкольная работа по технике и ее роль в решении задач политехнического образования». 28 февраля 1953 года Высшей аттестационной комиссией утвержден в ученом звании доцента по кафедре педагогики. В январе 1954 года награжден медалью К. Д. Ушинского. 16 января 1956 года приказом Министерства просвещения РСФСР К 2 № 25 назначен на должность заместителя директора по научной работе с совмещением должности заведующего кафедрой педагогики. С 1957 года является научным руководителем аспирантов по специальности «Педагогика». В сентябре 1958 года утвержден на должность заведующего кафедрой педагогики.
В 1961 году руководит коллективным исследованием кафедры «Формирование духовных потребностей советских школьников». Тема включена в план исследований Академии педагогических наук СССР и Министерства просвещения РСФСР. В 1962 году организовал коллективное исследование кафедры по проблеме «Формы соединения обучения с производительным трудом в условиях Западной Сибири». В октябре 1962 года Президиумом Верховного Совета СССР Ю. В. Шаров был награжден орденом Трудового Красного Знамени. В 1965 году награжден значком «Отличник народного просвещения». В мае 1963 года переизбран на должность заведующего кафедрой педагогики и психологии. В 1967 году участвовал в совещании по актуальным вопросам педагогики капиталистических стран, организованном редакцией журнала «Советская педагогика» и «Сектором современной школы и педагогики за рубежом» Научно-Исследовательского института теории и истории педагогики АПН СССР. В то же году он был командирован в Таллинский педагогический институт с целью выступления на научной конференции с материалами исследования кафедры. 25 апреля 1967 года по собственному желанию освобожден от исполнения обязанностей заведующего кафедрой педагогики и психологии в связи с работой над докторской диссертацией. В феврале 1968 года избран членом-корреспондентом Академии педагогических наук СССР. В сентябре 1968 года назначен исполняющим обязанности профессора кафедры педагогики и психологии Новосибирского государственного педагогического института. В январе 1969 года по приказу Коллегии Министерства СССР вошёл в состав Совета по координации научных исследований в области педагогических наук СССР. В феврале 1969 года принял участие в пленарном заседании научно-методических советов, проводимом Министерством просвещения СССР по вопросам, связанным с улучшением подготовки учительских кадров и совершенствованию учебных планов педагогических институтов. 9 декабря 1969 года исполнительным комитетом Новосибирского областного Совета депутатов трудящихся за успехи в учебно-воспитательной работе и активное участие в областных «Педагогических чтениях», посвященных 100-летию со дня рождения В. И. Ленина был награжден Почётной грамотой.
В феврале 1970 года принимал участие в сессии АПН СССР в Москве и был командирован в Томск для проверки работы Томского государственного педагогического института. В ноябре 1971 года присуждена ученая степень доктора педагогических наук. В марте 1972 года утвержден в ученом звании профессора по кафедре педагогики и психологии Новосибирского государственного педагогического института. В 1972 году командирован в Москву для участия в заседании Координационного совета по эстетическому воспитанию при АПН СССР и Барнаул с целью проведения организационной, инструктивной и лекционной работы среди учительства и органов народного образования по проблеме «Формирование духовных потребностей школьников». В ноябре 1972 года «За многолетнюю плодотворную работу по подготовке учительских кадров и кадров преподавателей высшей школы и в связи с 60-летием со дня рождения и 40-летием педагогической деятельности» Шарову Юрию Владимировичу объявлена благодарность.". В феврале 1974 года переизбран на должность заведующего кафедрой педагогики и психологии Новосибирского государственного педагогического института. С 11 ноября 1974 года переведен на должность заведующего кафедрой психологии. В январе 1975 года в связи с болезнью по личному заявлению освобожден от заведования кафедрой психологии и назначен на должность профессора кафедры психологии. 1 сентября 1975 года уволился из НГПИ по собственному желанию в связи с резким ухудшением состояния здоровья.
Похоронен на Заельцовское кладбище (квартал 64).

## Награды
- медаль «За доблестный труд в Великой Отечественной войне 1941—1945 гг.» (1946)
- медаль К. Д. Ушинского (1954)
- орден Трудового Красного Знамени (1962)
- Отличник народного просвещения РСФСР (1965)
- медаль «За доблестный труд» (1970)
- Почётный знак «За отличные успехи в области высшего образования СССР»

## Научные труды
- Шаров Ю. В., Полячек Г. Г. Вкус надо воспитывать : беседы для молодежи . — Новосибирск: Новосиб. кн. изд-во, 1960. — 80 с.
- Шаров Ю. В. Внеклассная работа по технике : методическое пособие для учителей, пионервожатых и внешкольных работников, ведущих работу с юными техниками. — М.: Учпедгиз, 1955. — 204 с.
- Вопросы воспитания и перевоспитания [Текст] : (Формирование познавательных потребностей учащихся) / отв. ред. — д-р пед. наук проф. Ю. В. Шаров. — Новосибирск: [б. и.], 1972. — 246 с.; 20 см. — (Науч. тр. / М-во просвещения РСФСР. Новосиб. гос. пед. ин-т; Вып. 78).
- Коммунистическое воспитание школьников [Текст] : [сб. док.] / [ред. доц. Ю. В. Шаров и канд. пед. наук А. А. Штейнберг]. — Новосибирск: Изд-во Сиб. отд-ния АН СССР, 1962. — 175 с.; 20 см. — (матер. науч. конф. / Акад. наук СССР. Сиб. отд-ние. Постоянная комис. по обществ. наукам. М-во высш. и сред. спец. образования РСФСР; Вып. 4).
- Научные труды Новосибирского государственного педагогического института: [сб. ст.] / Новосиб. гос. пед. ин-т; отв. ред. Ю. В. Шаров; отв. ред. В. Г. Грибанов. — Новосибирск: Новосиб. гос. пед. ин-т, 1970. — Вып. 47. Проблемы формирования духовных потребностей личности. — 275 с.
- Научные труды Новосибирского государственного педагогического института: [сб. ст.] / Новосиб. гос. пед. ин-т; отв. ред. Ю. В. Шаров. — Новосибирск: Новосиб. гос. пед. ин-т, 1972. — Вып. 78. Вопросы воспитания и перевоспитания (формирование познавательных потребностей учащихся. — 246 с.
- Научные труды Новосибирского государственного педагогического института: [сб. ст.] / Новосиб. гос. пед. ин-т; отв. ред. Ю. В. Шаров. — Новосибирск: Новосиб. гос. пед. ин-т, 1974. — Вып. 101. Формирование и эстетических потребностей советских школьников. — 142 с.
- Научные труды Новосибирского государственного педагогического института: [сб. ст.] / Новосиб. гос. пед. ин-т; отв. ред. Ю. В. Шаров. — Новосибирск: Новосиб. гос. пед. ин-т, 1976. — Вып. 116. Духовные потребности учащейся молодежи: вопросы формирования духовной культуры студентов пед. ин-тов. — 158 с.
- Новосибирская областная станция юных техников и натуралистов. Заочный кружок по химии. Задание [Текст] / Новосиб. обл. ст. юных техников и натуралистов, Заоч. кружок по химии. — Новосибирск: [б. и.], 1940—1941. — 2 бр.; 20 см. № 1: Как сделать два прибора для получения 15 газов [Текст] / сост. Г. В. Буньков, Ю. В. Шаров, 1940. — 1 л. , сложенный в 4 с. : ил.
- Новосибирский педагогический институт. Науч. конф. (4; 1956). Тр. IV науч. конф. (31 мая — 2 июня 1956 года) [Текст] / [ред. коллегия: канд. истор. наук Т. П. Прудникова, доц. канд. пед. наук Ю. В. Шаров (отв. ред.)]; Новосиб. гос. пед. ин-т. — Новосибирск: [б. и.], 1957—1958. — 6 т.; 20 см
- Новосибирский педагогический институт. Науч. конф. (4; 1956). Тр. IV науч. конф. (31 мая — 2 июня 1956 года) [Текст] / [ред. коллегия: канд. ист. наук Т. П. Прудникова, доц. канд. пед. наук Ю. В. Шаров (отв. ред.)]; Новосиб. гос. пед. ин-т. — Новосибирск: [б. и.], 1957—1958. — 6 т.; 20 см. Т. 1: Секция истории и литературы. — 1957. — 363 с.
- Новосибирский педагогический институт. Науч. конф. (4; 1956). Тр. IV науч. конф. (31 мая — 2 июня 1956 года) [Текст] / [ред. коллегия: канд. ист. наук Т. П. Прудникова, доц. канд. пед. наук Ю. В. Шаров (отв. ред.)]; Новосиб. гос. пед. ин-т. — Новосибирск: [б. и.], 1957—1958. — 6 т.; 20 см. Т. 2, кн. 1: Педагогика, психология, частные методики. — 1958. — 128 с.
- Новосибирский педагогический институт. Науч. конф. (4; 1956). Тр. IV науч. конф. (31 мая — 2 июня 1956 года) [Текст] / [ред. коллегия: канд. ист. наук Т. П. Прудникова, доц. канд. пед. наук Ю. В. Шаров (отв. ред.)]; Новосиб. гос. пед. ин-т. — Новосибирск: [б. и.], 1957—1958. — 6 т.; 20 см. Т. 2, кн. 2: Вопросы пионерской и внеклассной работы / Каф. пед. и псих. — 1958. — 268 с.
- О соединении обучения с производительным трудом: из опыта перестройки шк. Сибири: сб. ст. / сост. Ю. В. Шаров. — М.: Учпедгиз, 1960. — 118 с.
- Опыт соединения обучения с производительным трудом : (матер. зон. науч.-практ. конф. 1959 г.) / Новосиб. гос. пед. ин-т; сост. Ю. В. Шаров. — Новосибирск: Новосиб. кн. изд-во, 1960. — 168 с.
- Шаров Ю. В. Организация и методика научно-исследовательской работы по проблеме «Соединение обучения с производительным трудом» [Текст]: Для профессорско-преподавательского состава Новосиб. пед. ин-та и опорных школ / Новосиб. гос. пед. ин-т. — Новосибирск: [б. и.], 1962. — 72 с.; 20 см. Политехническое обучение в школе — Научно-исследовательская работа.
- Шаров Ю. В., Горюхина Э. Н., Аникеева Н. П. Очерки практической педагогики [Текст]: учеб.-метод. пособие для студентов Новосиб. пединститута / Новосиб. гос. пед. ин-т. — Новосибирск: [б. и.], 1964. — 1 т.; 21 см. Кн. 1. — 1964 [вып. дан. 1965]. — 446 с. : ил.
- Шаров Ю. В. Проблемы формирования духовных потребностей: лекция / Ин-т повышения квалификации преподавателей пед. дисциплин ун-тов и пед. вузов АПН СССР. — М., 1969. — 59 с.
- Шаров Ю. В. Формирование духовных потребностей советских школьников как социально-педагогическая проблема: автореф. дис. доктора пед. наук: (13730) / Ленинград. гос. ун-т. — Л.: Изд-во Ленинград. ун-та, 1971. — 54 с.
- Шаров Ю. В. Формирование духовных потребностей советских школьников как социально-педагогическая проблема: в 3 т.: диссертация … доктора педагогических наук: 13.00.00. — Новосибирск, 1970. — 1086 с. + Прил. (195 с.: ил.).
- Формирование эстетических потребностей советских школьников [Текст] / ред. коллегия: чл.-кор. АПН СССР, проф. Ю. В. Шаров (отв. ред.) и др. — Новосибирск: [б. и.], 1974. — 140 с.; 20 см. — (Науч. тр. / М-во просвещения РСФСР. Новосиб. гос. пед. ин-т; Вып. 101). (Науч. тр. / М-во просвещения РСФСР. Новосиб. гос. пед. ин-т; Вып. 101).
- Штаб любознательных и трудолюбивых [Текст]: [Опыт работы Новосиб. обл. станции юных техников и натуралистов] / Ю. Шаров. — Новосибирск: Новосиб. обл. гос. изд-во, 1949 (тип. № 1 Полиграфиздата). — 136 с.: ил.; 21 см.

## Статьи
- Шаров Ю. В. Об условиях воспитания у учащихся классов производственного обучения потребности в знаниях // Связь школы с жизнью и проблема всестороннего развития личности : материалы науч. конф. Вып. 3 / [ред. вып. Ю. В. Шаров, А. А. Штейнберг]; Совет по координации и планированию науч.-исслед. работ по гуманитар. наукам Западно-Сибирского экон. района, Новосиб. пед. ин-т, Пед. о-во РСФСР, Новосиб. отд-ние. — Новосибирск, 1963. — С. 3-7.
- Шаров Ю. В. Осознание учащимися значимости знаний — условие формирования их познавательных потребностей и интересов // Формирование духовных потребностей школьников: очерки практической педагогики: науч. тр.. Вып. 130 / Новосиб. гос. пед. ин-т, М-во просвещения РСФСР. — Новосибирск: НГПИ, 1976. — С. 19-29.
- Шаров Ю. В. Психолого-педагогические условия развития у учащихся многосторонних интересов в едином педагогическом процессе // Формирование духовных потребностей школьников: очерки практической педагогики: науч. тр. Вып. 130 / Новосиб. гос. пед. ин-т, М-во просвещения РСФСР. — Новосибирск: НГПИ, 1976. — С. 220—232.
- Шаров Ю. В., Щитова Н. А. Читательские интересы старших школьников. Мотивы читательских симпатий и антипатий современных школьников // Вопросы педагогики и психологии / [отв. ред. Ю. В. Шаров]; Новосиб. гос. пед. ин-т. — Новосибирск, 1970. — Вып. 29. — С. 59-86.
- Шаров Ю. В. К проблеме взаимосвязи различных сторон образования и воспитания // К вопросу о взаимосвязях различных сторон образования и воспитания в советской школе / [редкол.: А. П. Бирукова, Ю. В. Шаров, А. А. Штейнберг (отв. ред.)]; Новосиб. гос. пед. ин-т, каф. педагогики и психологии. — Новосибирск, 1962. — С. 3-12.
- Шаров Ю. В. Педагогические принципы и организационные формы внеклассной и внешкольной работы по технике // Ученые записки / [редкол.: Н. С. Рукин (отв. ред.) и др.]; Новосиб. гос. пед. ин-т. — Новосибирск: НГПИ, 1954. — Вып. 9. — С. 33-52.
- Шаров Ю. В. Воспитание духовных потребностей — основа всестороннего гармонического развития личности // Формирование духовных потребностей школьников / редкол.: Ю. В. Шаров, А. А. Штейнберг; Новосиб. гос. пед. ин-т. — Новосибирск, 1966. — С. 23-80.